# Tarnaszentmiklós
Tarnaszentmiklós község Heves vármegyében, a Hevesi járásban.

## Fekvése
A vármegye déli részén, a Hanyi-ér mellett fekszik, Kiskörétől 11 kilométerre északnyugatra, Hevestől pedig 14 kilométerre délkeletre.
A szomszédos települések: észak felől Átány, északkelet felől Kömlő, délkelet felől Kisköre, délnyugat felől Pély, északnyugat felől pedig Hevesvezekény. Kelet felől a legközelebbi település Tiszanána, de a közigazgatási területeik nem érintkeznek.
A község külterületeinek jelentős része – beleértve a falu központját övező területek szinte teljes egészét is – a Hevesi Füves Puszták Tájvédelmi Körzethez tartozó, természetvédelmi oltalom alatt álló terület.

### Megközelítése
Legfontosabb közúti megközelítési útvonala a 3209-es út, ezen érhető el Heves-Hevesvezekény és Kisköre felől is. Lakott területét azonban az említett út kelet felől elkerüli, központján csak a 32 111-es számú mellékút halad keresztül, ez köti össze Péllyel is. Határszélét keleten érinti még a Kömlőre vezető 3211-es út is.
A hazai vasútvonalak közül a Kál-Kápolna–Kisújszállás-vasútvonal érinti, melynek egy megállási pontja van itt. Tarnaszentmiklós vasútállomás a központtól bő két kilométerre északra helyezkedik el, a 3209-es út vasúti keresztezése közelében; közúti elérését a 32 211-es számú mellékút teszi lehetővé.

## Története
A településtől délre halad el a szarmaták által 324 és 337 között épített, a Dunát a Tiszával összekötő Csörsz árok nyomvonala.
Első írásos említése Chankazenthmyklos néven történik 1424-ben, egy oklevélben. 1527-ig a Pálóczyak tulajdona, utána az egri káptalan birtoka lesz. A török hódoltság idején a falu elnéptelenedett, s csak 1635-ben népesült be újra. A Rákóczi-szabadságharc idején elpusztult, 1750-ben népesítették be újra.

## Közélete

### Polgármesterei
- 1990–1994: Szécsi Ernő (független)[3]
- 1994–1998: Szécsi Ernő (független)[4]
- 1998–2002: Buda Sándorné (MSZP)[5]
- 2002–2006: Buda Sándorné (MSZP)[6]
- 2006–2010: Molnár Lászlóné (független)[7]
- 2010–2014: Molnár Lászlóné (független)[8]
- 2014–2019: Buda Sándorné (MSZP)[9]
- 2019–2024: Oláh Tamás (független)[10]
- 2024– : Oláh Tamás (független)[1]

## Népesség
A település népességének változása:
| Lakosok száma | 894  | 885  | 876  | 818  | 766  | 766  | 744  |
|               | 2013 | 2014 | 2015 | 2021 | 2022 | 2023 | 2024 |

2001-ben a település lakosságának 95%-a magyar, 5%-a cigány nemzetiségűnek vallotta magát.
A 2011-es népszámlálás során a lakosok 72,9%-a magyarnak, 6% cigánynak, 0,2% németnek, 1% románnak mondta magát (27,1% nem nyilatkozott; a kettős identitások miatt a végösszeg nagyobb lehet 100%-nál). A vallási megoszlás a következő volt: római katolikus 37,9%, református 4,9%, evangélikus 0,3%, görögkatolikus 0,4%, felekezeten kívüli 24,7% (30,7% nem nyilatkozott).
2022-ben a lakosság 91,4%-a vallotta magát magyarnak, 11% cigánynak, 0,1-0,1% németnek, bolgárnak és románnak, 2,1% egyéb, nem hazai nemzetiségűnek (8,5% nem nyilatkozott; a kettős identitások miatt a végösszeg nagyobb lehet 100%-nál). Vallásuk szerint 31,9% volt római katolikus, 3% református, 0,5% görög katolikus, 0,3% evangélikus, 0,9% egyéb keresztény, 1% egyéb katolikus, 32% felekezeten kívüli (30,2% nem válaszolt).

## Nevezetességei
- Római katolikus templom. 1755-ben épült klasszicista stílusban. Szent Miklós tiszteletére felszentelt. Műemlék.
- Struccfarm

## Külső hivatkozások
- Tarnaszentmiklós az utazom.com honlapján
- Tarnaszentmiklós
- Gyalogló